# Treasure Coast
 (juin 2023).
Si vous disposez d'ouvrages ou d'articles de référence ou si vous connaissez des sites web de qualité traitant du thème abordé ici, merci de compléter l'article en donnant les références utiles à sa vérifiabilité et en les liant à la section « Notes et références ».

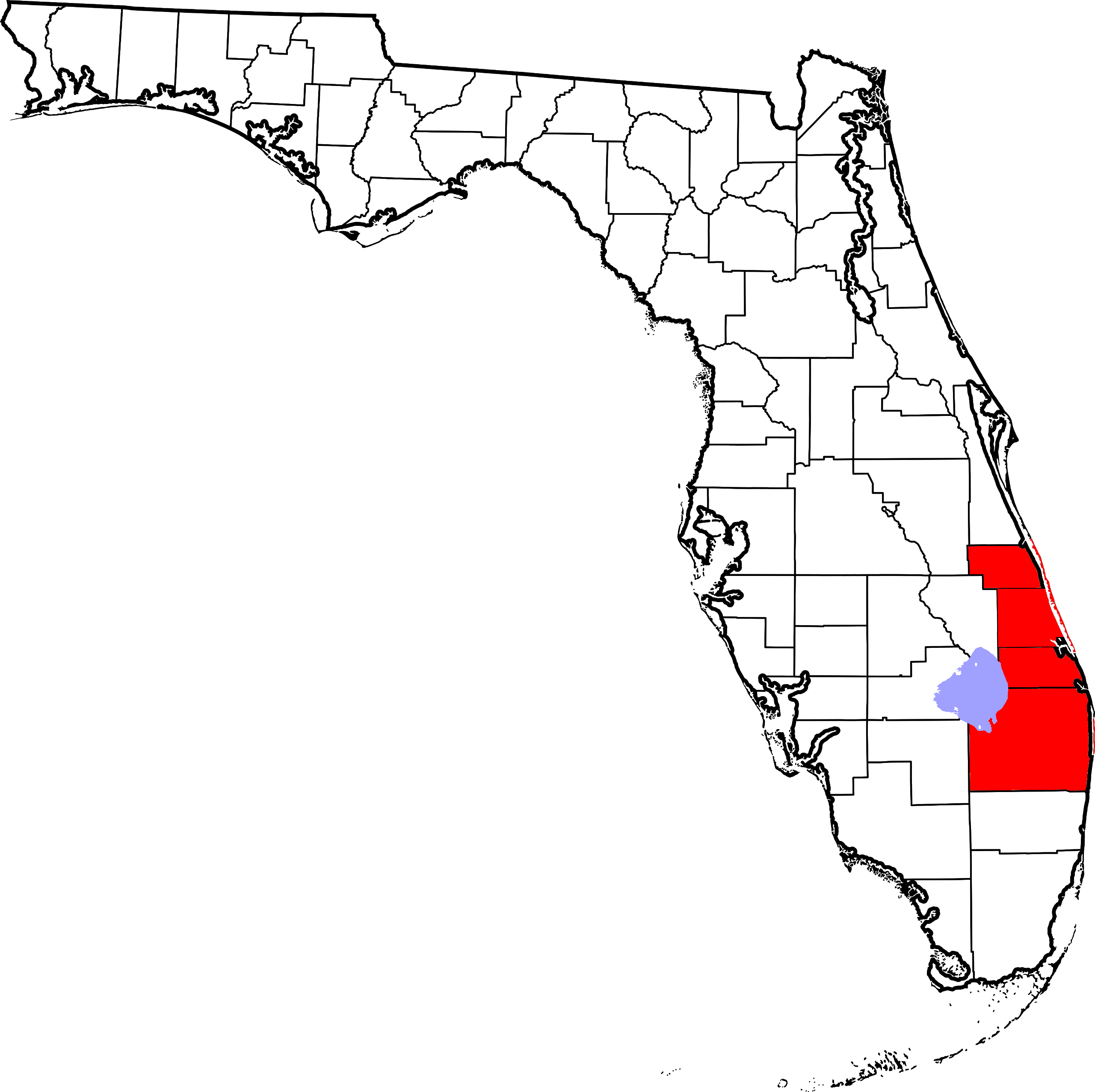
La Treasure Coast, en rouge sur la carte de l’État de Floride.

La Treasure Coast («Côte du Trésor») est une région appartenant à la Floride aux États-Unis. Elle s'étend de Hobe Sound au sud jusqu'à Sebastian au nord. Au nord, elle est délimitée par la Gold Coast. Elle ne fut vraiment colonisée que vers la fin du XIXe siècle, avec l'implantation d'orangeraies et d'ananeraies. L'agrumiculture constitue toujours, avec le tourisme, une activité économique majeure.

## Étymologie
Le nom tire son origine dans les nombreux galions espagnols remplis d'or (et donc de trésors) qui se sont échoués au large de ces côtes au XVIIe siècle et XVIIIe siècle en particulier celui trésor de la flotte espagnole de 1715.

## Description
La région englobe les comtés côtiers d'Indian River, de St. Lucie et de Martin. Le comté non côtier d'Okeechobee est parfois considéré comme faisant partie de cette région bien qu’on le considère parfois comme faisant partie du Florida Heartland.
Les cités importantes de cette région sont Port Sainte-Lucie, Fort Pierce, Palm City, Sebastian, Vero Beach, Stuart, Hobe Sound et Jensen Beach. Okeechobee appartient également à la zone si l'on prend en compte ou non le comté du même nom dans la définition de la région.